# Chriodes garuda
Chriodes garuda är en stekelart som beskrevs av Gupta och Maheshwary 1974. Chriodes garuda ingår i släktet Chriodes och familjen brokparasitsteklar. Inga underarter finns listade i Catalogue of Life.